# Corts de Castella
Les Corts de Castella era l'òrgan de govern del Regne de Castella vigent entre 1188 i 1707. Hi eren representats la noblesa en un bloc, el clero sacerdotal en un altre i un tercer compost per burgesia i la baixa noblesa urbana, en una reunió que presidia el monarca.
El 1188 el rei lleonès Alfons IX va convocar per primera vegada el poble pla a participar en les decisions de la cúria règia, les Corts de Lleó de 1188, mentre que el rei castellà Alfons VIII havia permès mesos abans a Carrión de los Condes l'assistència dels ciutadans sense possibilitat de vot. Lleó va ser la primera convocatòria de corts amb participació popular efectiva de la història d'Europa després de la caiguda de l'Imperi Romà cinquanta anys abans que les corts angleses i així està reconegut per la UNESCO. Amb el temps, les corts lleoneses es van començar a convocar al costat de les castellanes, encara que per separat, fins i tot en una mateixa ciutat (Valladolid, 1293), fins al segle xv.
Després del regnat dels Reis Catòlics es van començar a denominar Corts de Castella. Les corts castellanes es convocaven per separat de les d'altres regnes. Les últimes corts independents d'Aragó es van produir a 1706 en la ciutat de Barcelona [vegeu Corts de Barcelona (1706)]. Amb l'extinció de la casa d'Habsburg dels regnes hispànics amb la mort de Carles II, en 1707, arran de la supressió borbònica de les diferents corts de la Corona d'Aragó (Corts d'Aragó, Catalunya i València), les Corts de Castella es van convertir en les Corts Generals en integrar les desaparegudes en una unificada basada en el model castellà.

## Corts de Castella més importants
| Any        | Localitat               | Tema tractat |
| ---------- | ----------------------- | --- |
| Afons VIII |                         | |
| 1169       | Burgos                  | Es tractar sobre el casament del Rei.                                                                                                 |
| 1188       | Carrión                 | Armat cavaller el futur rei Alfons IX de Lleó                                                                                         |
| Ferran IV  |                         | |
| 1297       | Cuellar                 | Privilegi atorgat a totes las viles de Castella.                                                                                      |
| 1298-99    | Valladolid              | Petició als "omes bonos" de les viles del regne de Lleó.                                                                              |
| Afonso XI  |                         | |
| 1315       | Burgos                  | |
| 1329       | Madrid                  | |
| Pere I     |                         | |
| 1351       | Valladolid              | |
| Enric III  |                         | |
| 1383       | Segovia                 | S'estableix l'Anno Domini en substitució de l'Era Hispànica, que s'inicia amb el final de la conquista romana de la península, 38 dC. |
| 1391       | Madrid                  | |
| Joan II    |                         | |
| 1408       | Guadalajara             | |
| 1419       | ?                       | |
| Enric IV   |                         | |
| 1462       | Segòvia                 | Acceptació com a Comte de Barcelona durant la Guerra Civil catalana                                                                   |
| 1469       | Ocaña                   | |
| Isabel I   |                         | |
| 1474       | Segovia                 | Proclamació dels Reis Catòlics |
| 1475       | Valladolid              | No se sap si foren corts o simplement reveren homenatge alguns cavallers, ciutats i viles del regne.                                  |
| 1476       | Madrigal                | Jurament de Isabel I i fundació de la Santa Hermandad                                                                                 |
| 1480       | Toledo                  | Jurament del príncep Joan |
| 1489       | Toledo                  | Jurament dels reis de Portugal com hereus de Castella.                                                                                |
| 1499       | Ocaña                   | Jurament com hereu al infant Miquel.                                                                                                  |
| 1499       | Sevilla                 | Discussió sobre els dots de casament de les infantes.                                                                                 |
| 1501       | Sevilla                 | Concedits els dots per a les infantes Catalina i Maria.                                                                               |
| 1502-1503  | Toledo, Madrid i Alcalá | Jurament com a successors dels reis a la princesa Joana i el seu marit.                                                               |
| Joana I    |                         | |
| 1505       | Toro                    | es tractaren les disposicions del testament de Isabel la Catòlica.                                                                    |
| 1512       | Burgos                  | |
| 1515       | Burgos                  | |
| 1517       | ?                       | |
| 1518       | Valladolid              | |
| 1534       | Madrid                  | |
| 1538       | Toledo                  | El rei demana als braços noble i eclesiàstic que contribueixin a les despeses de la monarquia.                                        |
| 1544       | Valladolid              | |
| 1548       | Valladolid              | |
| 1552       | Madrid                  | |
| 1554       | Valladolid, Madrid      | |
| 1555       | Valladolid              | |